# Heikki Kovalainen
Heikki Kovalainen (* 19. října 1981 Suomussalmi) je bývalý finský pilot Formule 1. Na kontě má jedno vítězství.

## Soukromý život
Kovalainen umí velmi dobře hrát na bicí a má rád heavy metal. Členové skupiny Nightwish jsou jeho přáteli a občas si spolu zahrají.

## Motokáry
Tak jako většina pilotů Formule 1 začínal závodit s motokárami, konkrétně v roce 1991 a jezdil na nich do roku 2000. V roce 1999 byl druhý ve finském šampionátu třídy Formula A a o rok později se stal Skandinávským šampionem ve stejné kategorii. Byl také zvolen nejlepším finským pilotem roku.

## Kariéra před Formulí 1

### Formule Renault
Svoji kariéru zahájil v závodních vozech v šampionátu britské Formule Renault, kde v předchozím roce startoval i současný pilot F1 a Fin, Kimi Räikkönen, který ale v tu dobu už závodil za tým Sauber.
Celkově skončil v šampionátu na čtvrtém místě, když 2× vyhrál, 2× zajel pole position a 3× nejrychlejší kolo. Stal se tak nováčkem roku 2001.

### Formule 3
Pozornost přitahoval díky podpůrnému programu týmu Renault pro mladé jezdce a tak se v roce 2002 dostal do série Britské Formule 3, do týmu Fortec, který používal motory Renault. Svůj výkon předvedl hlavně v druhé půlce šampionátu, kde v posledních devíti závodech vyhrál pětkrát. S třemi pole position a třemi nejrychlejšími koly, skončil celkově třetí, za Robbie Kerrem a Jamesem Courtneyem. Opět byl vyhlášen nováčkem roku.
Svou sílu předvedl i v mezinárodním kole F3, kde skončil druhý v Grand Prix Macau a čtvrtý na Zandvoortu, v sérii Marlboro Masters.

### Světová série Nissan
V roce 2003 se přesunul do Světové série Nissan, kterou vlastní Renault. Tady byl ale zastíněn stájovým kolegou v týmu Gabord, Franckem Montagnym. Ten v této sérii jezdil už dva roky a vyhrál titul v roce 2001. Montagny v roce 2003 vyhrál devět závodů a opět slavil titul, zatímco on sám vyhrál jen jeden závod.
V sérii Nissan zůstal i pro rok 2004, ale přestoupil do týmu Pons a tentokrát šampionát vyhrál se 192 body a šesti vítězstvími, před druhým Tiagem Monteirem.

### Závod šampiónů
V roce 2004 absolvoval i Závod šampiónů, který se uskutečnil v Paříži na Stade de France. Stal se prvním „nerallyovým“ jezdcem, který vyhrál trofej Henri Toivonena a titul šampión šampiónů, když ve finále porazil světového šampióna v rally, Sébastiena Loeba. Společně se svým krajanem Marcusem Grönholmem se Heikki účastnil i závodu o Pohár národů. Jejich tým skončil na druhém místě poté, když jeho Ferrari 360 Modena vypovědělo službu a z vítězství se radoval tým Francie s Loebem. Porazil Loeba ale i ve voze WRC, i když v něm nikdy předtím neseděl a porazil i sedminásobného mistra světa v F1, Michaela Schumachera ve Ferrari 360 Modena.

#### Výsledky Závodu šampiónů
| Kolo       | Soupeř             | Vůz                     | Čas       | Rozdíl   | Výsledek |
| ---------- | ------------------ | ----------------------- | --------- | -------- | -------- |
| 1          | David Coulthard    | Race of Champions Buggy | 1:45.8988 | -11.905  | 1 - 0    |
| 2          | Jean Alesi         | Ferrari 360 Modena      | 1:48.9325 | -1.7085  | 1 - 0    |
| Semifinále | Michael Schumacher | Ferrari 360 Modena      | 1:45.3851 | -10.9954 | 1 - 0    |
| Finále     | Sébastien Loeb     | Peugeot 307 WRC         | 1:42.2602 | -0.7977  | 1 - 0    |
| Finále     | Sébastien Loeb     | Ferrari 360 Modena      | 1:47.4383 | -8.1459  | 2 - 0    |

### Top Gear
Kovalainen se v roce 2005 objevil i v díle Top Gear, kde si vybral masku Stig a objel jedno kolo na testovací trati Top Gear. Kovalainen zajel první a na dlouho také poslední kolo pod 60 sekund.
Roku 2005 se také vrátil do Závodu šampiónů, ale skončil v semifinále po porážce od Toma Kristensena.

### GP2
V roce 2005 vstoupil Heikki do série GP2, která se stala takovou juniorskou F1 a nástupkyní Formule 3000. Kovalainen vyhrál úplně první závod v novém šampionátu a vedl šampionát společně s týmem Arden Internaional. V posledních čtyřech závodech ale převzal vedení Nico Rosberg a zajistil si titul. Kovalainen skončil druhý, když zaostal 15 bodů za vítězem.

## Formule 1

### Testování

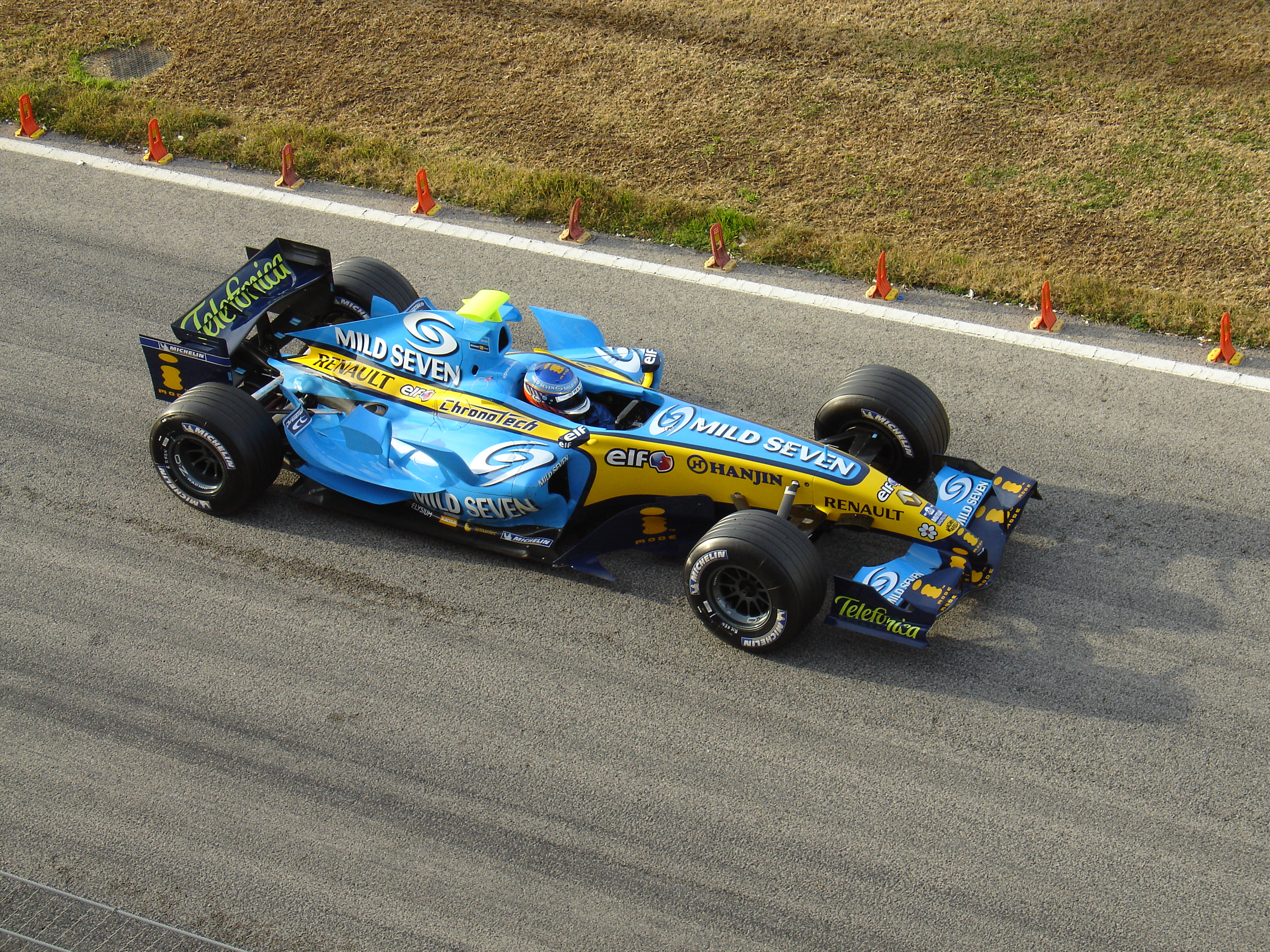
Při testování ve Valencii v roce 2006

Kovalainen, Montagny a José María López testovali formulový vůz Renault R23B v prosinci 2003. Heikki poté také testoval pro Minardi, ale Renault ho nakonec jmenoval druhým testovacím jezdcem za Montagnym.
Fin nastoupil na Montagnyho místo na konci roku 2005 a na celý rok 2006, ve kterém se věnoval jenom testování a najel přes 23 000 km.
Když Fernando Alonso podepsal s McLarenem smlouvu na rok 2007, dostal Kovalainen šanci v F1 jako jezdec. Jeho místo bylo potvrzeno 6. září 2006.

### 2007: Renault

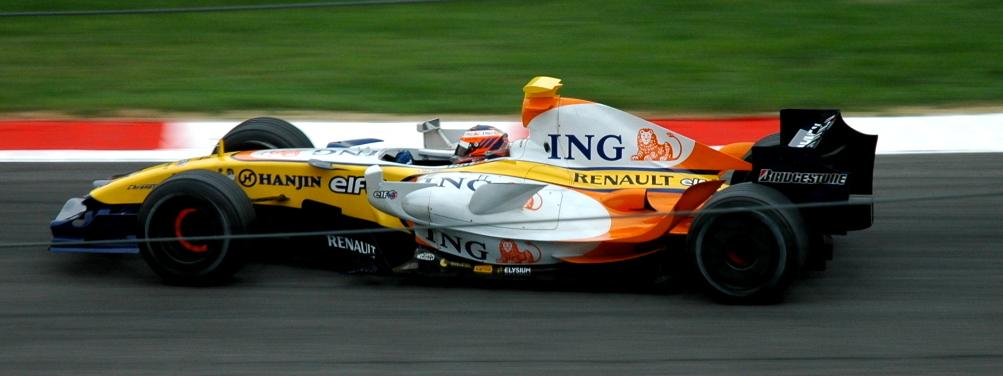
Kovalainen při testování v Monze

Svůj debut v F1 si odbyl v Grand Prix Austrálie 2007. Nevedl si ale moc dobře a po mnoha chybách dojel desátý. Flavio Briatore na rovinu řekl, že jeho výkon byl zklamáním. V druhém závodě v Malajsii už bodoval, když skončil osmý. Další dva body přidal za sedmé místo ve Španělsku. Svůj potenciál projevil v zámořských závodech, kde opět bodoval a porazil svého týmového kolegu, Giancarla Fisichellu. Závod ve Francii mu zase nevyšel, ale ve Velké Británii vybojoval bodovanou sedmou pozici. V dalších závodech pokaždé bodoval a v Japonsku vybojoval úžasnou druhou pozici. Před posledním závodem byl jediný jezdec, který v sezóně dokončil všechny závody. O tento primát však přišel, když v Brazílii nedokončil. Celkově skončil se 30 body na 7. místě a porazil stájového kolegu Fisichellu.

### 2008–2009: McLaren

#### 2008

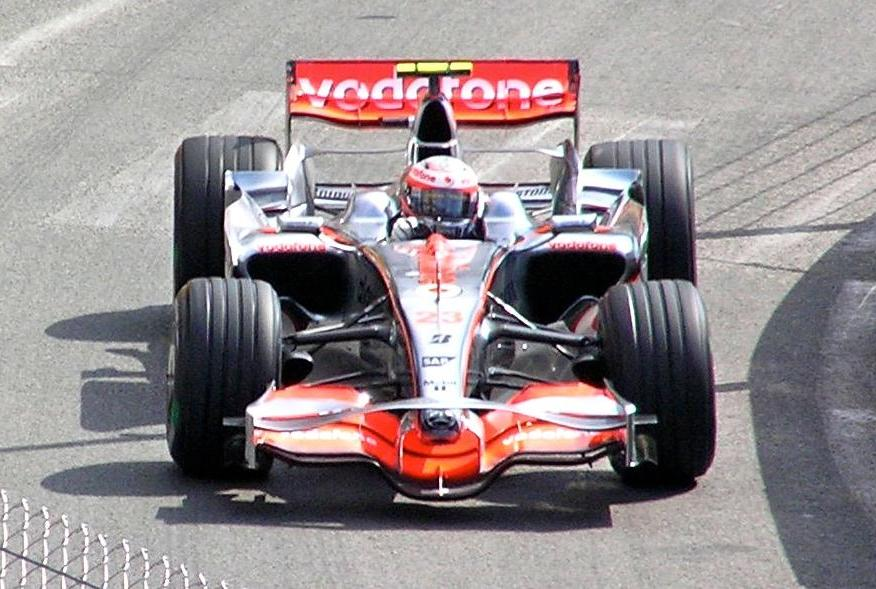
Kovalainen při Grand Prix Monaka 2008

Po oznámení jezdecké dvojice Renaultu pro rok 2008 bylo jasné, že si bude muset hledat angažmá u jiné stáje. Bez dlouhého váhání se rozhodl pro tým McLaren, kde byl dne 14. prosince 2007 oficiálně potvrzen jako týmový kolega Lewise Hamiltona. Hned v prvních dnech se dle vlastních slov pokoušel o co největší integraci do týmu. Navštívil továrnu týmu ve Wokingu, jejímž cílem bylo jak poznání týmu z blízka, tak i seznámení se s jednotlivými inženýry. Situace z loňské sezony, kdy se nepovedlo Fernandu Alonsovi přesvědčivě zapadnout do týmu by se tak neměla opakovat.
Den po představení nového vozu MP4-23 se stal perspektivní Fin prvním závodním jezdcem, který se mohl s novým vozem projet po pronajmuté trati ve španělském Jerezu. Spolu s testovacím pilotem Pedrem de la Rosou odkroužili dohromady prvních 69 kol, jejichž cílem bylo ověření systému vozu, spolehlivosti a jízdních vlastností. Druhý testovací den nového monopostu mu posloužil jako první přímé srovnání se svým novým kolegou, ve kterém si vedl obstojně, když zaostal o pouhých 330 tisícin, čímž dokázal, že si místo v jednom z nejúspěšnějších týmů v historii Formule 1 plně zasluhuje.
Do prvního závodu sezóny se kvalifikoval na třetím místě za svým stájovým kolegou Hamiltonem a Polákem Kubicou a svou pozici si udržel i po startu závodu. Během prvních zastávek v boxech se dostal na druhou příčku a zdálo se, že si ji až do konce udrží. Divoký průběh závodu pro něj však znamenal smůlu v podobě kombinace safety car fáze a zastávky v boxech. Stmelené jezdecké pole s minimálními rozestupy pro něj tak při výjezdu z pit stopu propad až na samotný chvost. Probojoval se až na čtvrté místo, ale omylem sepnutý omezovač rychlosti pro něj znamenal závěrečnou pátou příčku.
V dalším závodě v Malajsii dosáhl podruhé v životě na stupně vítězů, když dojel jako třetí.
Následujících 5 závodů mu přineslo pouze 5 bodů, pak začal opět výrazněji bodovat, což vyvrcholilo v 10. závodě sezony, v Maďarsku. Zde se dočkal prvního vítězství v kariéře. Po startu z druhého místa se držel na třetí pozici, ale dostal se dopředu poté, co se Lewis Hamilton propadl kvůli problémům s pneumatikou a co Felipe Massa, který v podstatě celý závod vedl, musel odstavit vůz na cílové rovince pouhá tři kola před cílem, protože mu vypověděl službu motor.

#### 2009

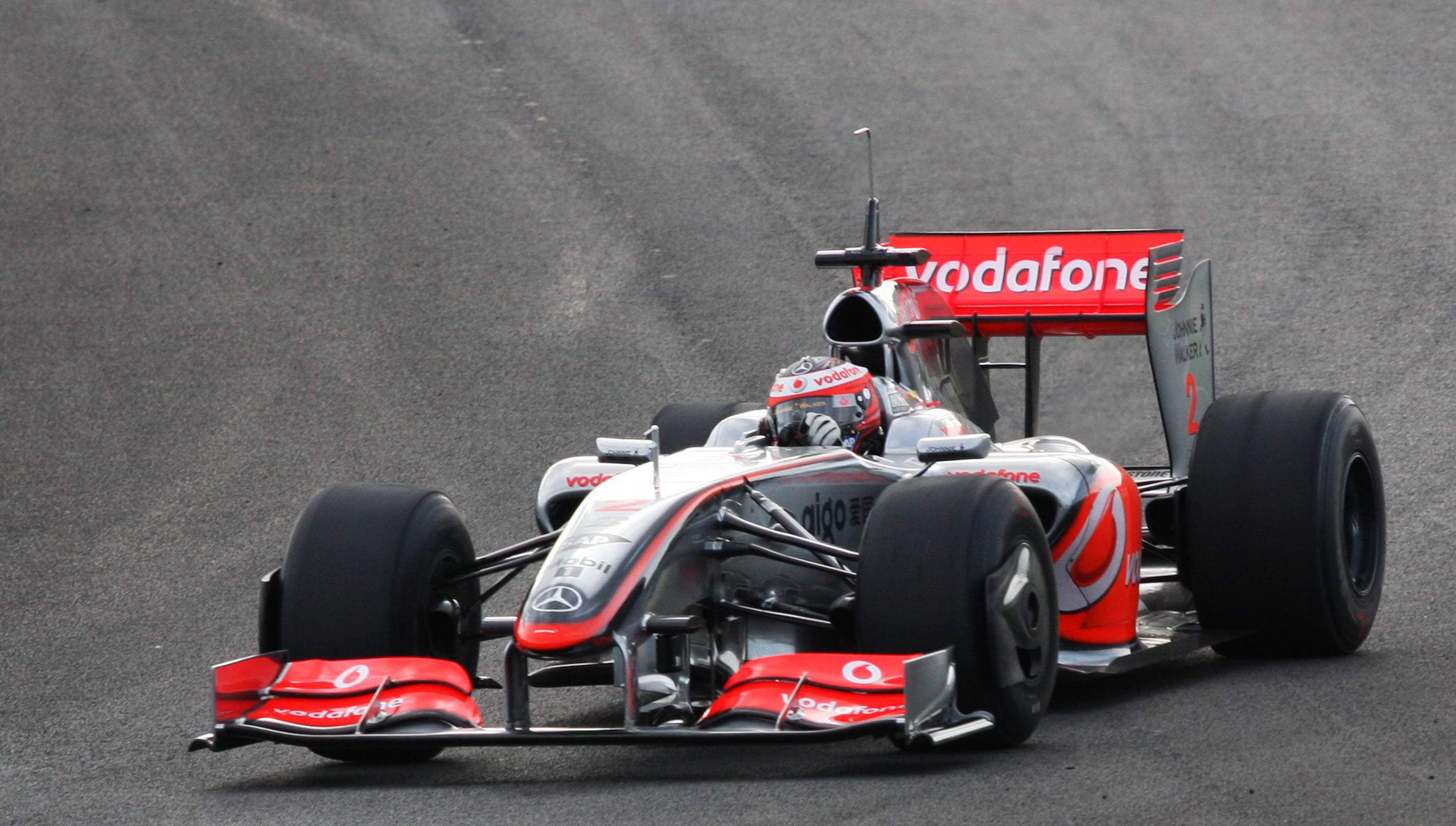
Kovalainen testuje vůz McLaren MP4-24 na okruhu Jerez

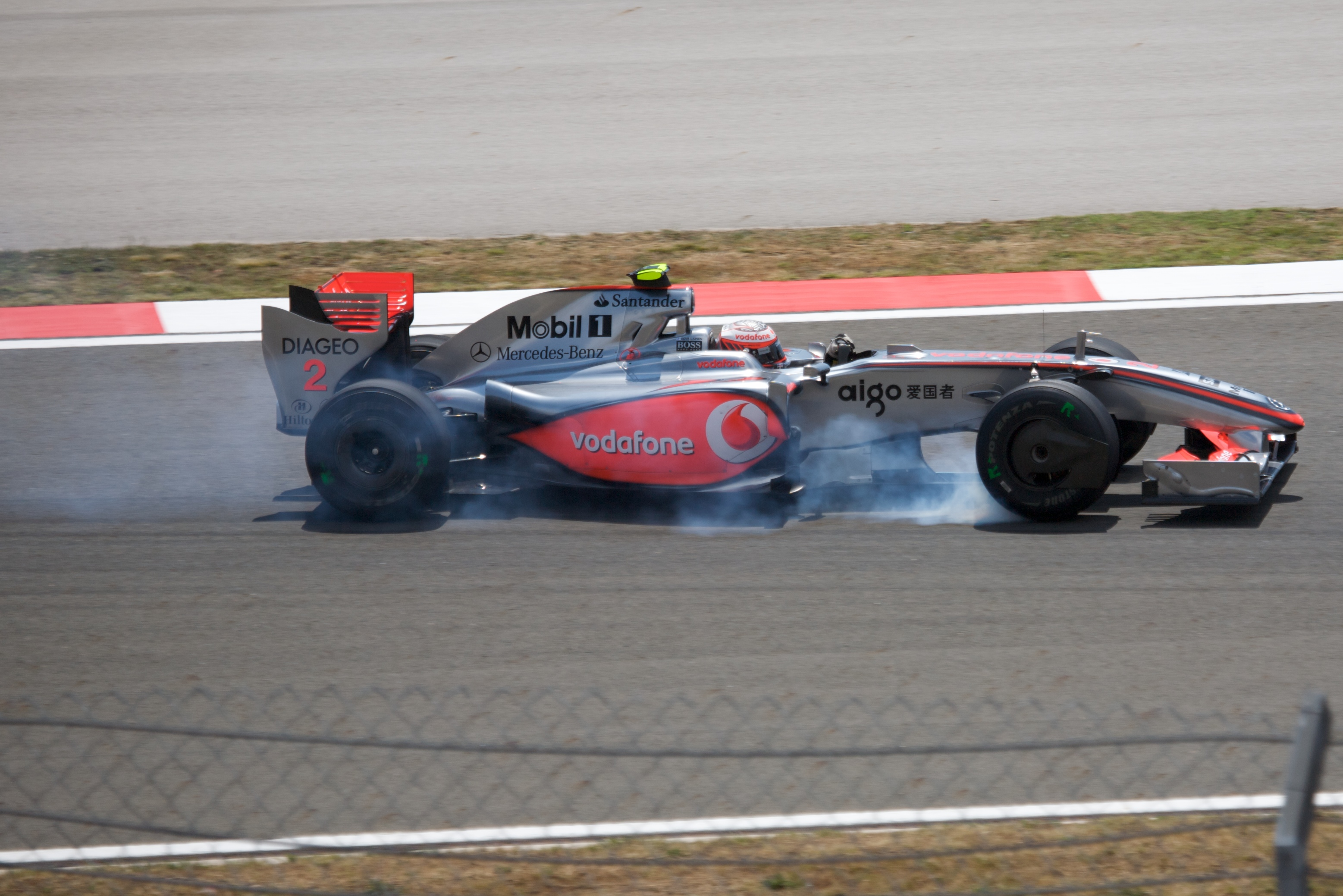
Kovalainen při Grand Prix Turecka 2009

Start do nové sezóny byl pro něj přímo katastrofální. V prvních dvou závodech ani jednou nedokončil první kolo. Své chyby částečně napravil v Číně, kde za deště dojel na 5. místě. To byly na delší dobu ale jeho poslední body. V následujících 5 závodech 3× nedokončil a jinak zaznamenal 12. a 14. místo.
Druhá polovina sezóny už přinesla zlepšení a sérii 6 bodovaných závodů v řadě, přičemž Heikki dojížděl od 4. do 8. místa. Poslední tři závody ale opět přinesly zklamání, když se pohyboval na začátku druhé desítky, tedy bez bodu.
Celkově zakončil sezónu s 22 body na 12. pozici a tedy výrazné pohoršení od minulých sezón.
18. listopadu 2009 podepsal smlouvu s týmem McLaren novopečený mistr světa Jenson Button, a jelikož pod smlouvou byl i Lewis Hamilton, Heikki Kovalainen musel tým opustit.

### 2010–2013: Caterham F1
14. prosince 2009 podepsal smlouvu pro rok 2010 s nově vzniklým týmem Caterham F1 Team (tehdy ještě Lotus Racing). Jeho týmovým kolegou se stal Jarno Trulli.

#### 2012
Po devatenáctém místě v kvalifikaci na Grand Prix Austrálie vypadl ve 44. kole kvůli závadě na zavěšení. Po devatenáctém místě v kvalifikaci odstartoval z posledního místa, kam jej odsunula penalizace z Austrálie za předjíždění za safety carem, v malajsijské velké ceně obsadil osmnáctou příčku. Devatenáctý skončil i v kvalifikaci na Velkou cenu Číny a v závodě obsadil poslední 23. místo. Zatím nejlepší letošní umístění v kvalifikaci zaznamenal 16. příčkou v GP Bahrajnu, v závodě si o jedno místo pohoršil. Ze 19. místa v kvalifikaci Grand Prix Španělska dokončil šestnáctý. Třináctý skončil v GP Monaka po startu z 18. příčky.

### 2013: Lotus F1
Před 18. závodem sezóny 2013 v USA oznámil pilot Lotusu Kimi Räikkönen, že ze zdravotních důvodu sezónu nedokončí. Kovalainen byl oznámen jako náhrada pro poslední dvě Grand Prix.

## Rally
Od roku 2003 v roli příležitostného spolujezdce (navigoval například Janne Tuohina, ex-pilota týmu Škoda) a od roku 2015 v roli jezdce se věnuje též rally. V roce 2015 startoval doma ve Finsku na Arctic Lapland Rally. Od roku 2016 pak na soutěžích v Japonsku.

## Kompletní výsledky
| Legenda k tabulce | Legenda k tabulce                                                                       |
| Barva             | Výsledek                                                                                |
| ----------------- | --------------------------------------------------------------------------------------- |
| Zlatá             | Vítěz                                                                                   |
| Stříbrná          | 2. místo                                                                                |
| Bronzová          | 3. místo                                                                                |
| Zelená            | Bodované umístění                                                                       |
| Modrá             | Nebodované umístění                                                                     |
| Modrá             | Dokončil neklasifikován (NC)                                                            |
| Fialová           | Odstoupil (Ret)                                                                         |
| Červená           | Nekvalifikoval se (DNQ)                                                                 |
| Červená           | Nepředkvalifikoval se (DNPQ)                                                            |
| Černá             | Diskvalifikován (DSQ)                                                                   |
| Bílá              | Nestartoval (DNS)                                                                       |
| Bílá              | Závod zrušen (C)                                                                        |
| Světle modrá      | Pouze trénoval (PO)                                                                     |
| Světle modrá      | Páteční testovací jezdec (TD)                                                           |
| Bez barvy         | Netrénoval (DNP)                                                                        |
| Bez barvy         | Vyřazen (EX)                                                                            |
| Bez barvy         | Nepřijel (DNA)                                                                          |
| Bez barvy         | Odvolal účast (WD)                                                                      |
| Bez barvy         | Nezúčastnil se (prázdné)                                                                |
| Označení          | Význam                                                                                  |
| Tučnost           | Pole position                                                                           |
| Kurzíva           | Nejrychlejší kolo                                                                       |
| †                 | Jezdec nedojel do cíle, ale byl klasifikován, protože odjel více než 90 % délky závodu. |
| ‡                 | Byl udělován poloviční počet bodů, protože bylo odjeto méně než 75 % délky závodu.      |
| Horní index       | Umístění bodujících jezdců ve sprintu                                                   |

### Formule 1
| Rok  | Tým                       | Šasi           | Motor                   | 1       | 2       | 3      | 4       | 5       | 6       | 7       | 8       | 9       | 10     | 11      | 12     | 13      | 14     | 15      | 16      | 17      | 18     | 19     | 20     | Body | Umístění  |
| ---- | ------------------------- | -------------- | ----------------------- | ------- | ------- | ------ | ------- | ------- | ------- | ------- | ------- | ------- | ------ | ------- | ------ | ------- | ------ | ------- | ------- | ------- | ------ | ------ | ------ | ---- | --------- |
| 2007 | ING Renault F1 Team       | Renault R27    | Renault RS27 2.4 V8     | AUS 10  | MAL 8   | BHR 9  | ESP 7   | MON 13† | CAN 4   | USA 5   | FRA 15  | GBR 7   | EUR 8  | HUN 8   | TUR 6  | ITA 7   | BEL 8  | JPN 2   | CHN 9   | BRA Ret |        |        |        | 30   | 7. místo  |
| 2008 | Vodafone McLaren Mercedes | McLaren MP4-23 | Mercedes FO 108V 2.4 V8 | AUS 5   | MAL 3   | BHR 5  | ESP Ret | TUR 12  | MON 8   | CAN 9   | FRA 4   | GBR 5   | GER 5  | HUN 1   | EUR 4  | BEL 10† | ITA 2  | SIN 10  | JPN Ret | CHN Ret | BRA 7  |        |        | 53   | 7. místo  |
| 2009 | Vodafone McLaren Mercedes | McLaren MP4-24 | Mercedes FO 108W 2.4 V8 | AUS Ret | MAL Ret | CHN 5  | BHR 12  | ESP Ret | MON Ret | TUR 14  | GBR Ret | GER 8   | HUN 5  | EUR 4   | BEL 6  | ITA 6   | SIN 7  | JPN 11  | BRA 9   | ABU 11  |        |        |        | 22   | 12. místo |
| 2010 | Lotus Racing              | Lotus T127     | Cosworth CA2010 2,4 V8  | BHR 15  | AUS 13  | MAL NC | CHN 14  | ESP DNS | MON Ret | TUR Ret | CAN 16  | EUR Ret | GBR 17 | GER Ret | HUN 14 | BEL 16  | ITA 18 | SIN 16† | JPN 12  | KOR 13  | BRA 18 | ABU 17 |        | 0    | 20. místo |
| 2011 | Team Lotus                | Lotus T128     | Renault RS27 2.4 V8     | AUS Ret | MAL 15  | CHN 16 | TUR 19  | ESP Ret | MON 14  | CAN Ret | EUR 19  | GBR Ret | GER 16 | HUN Ret | BEL 15 | ITA 13  | SIN 16 | JPN 18  | KOR 14  | IND 14  | ABU 17 | BRA 16 |        | 0    | 22. místo |
| 2012 | Caterham F1 Team          | Caterham CT01  | Renault RS27-2012 V8    | AUS Ret | MAL 18  | CHN 23 | BHR 17  | ESP 16  | MON 13  | CAN 18  | EUR 14  | GBR 17  | GER 19 | HUN 17  | BEL 17 | ITA 14  | SIN 15 | JPN 15  | KOR 17  | IND 18  | ABU 13 | USA 18 | BRA 14 | 0    | 22. místo |
| 2013 | Caterham F1 Team          | Caterham CT03  | Renault RS27-2013 V8    | AUS     | MAL     | CHN    | BHR TD  | ESP TD  | MON     | CAN     | GBR     | GER     | HUN    | BEL TD  | ITA TD | SIN     | KOR    | JPN TD  | IND     | ABU TD  |        |        |        | 0    | 21. místo |
| 2013 | Lotus F1                  | Lotus E21      | Renault RS27-2013 V8    |         |         |        |         |         |         |         |         |         |        |         |        |         |        |         |         |         | USA 14 | BRA 14 |        | 0    | 21. místo |

### GP2 Series
| Rok  | Tým                 | 1         | 2         | 3         | 4           | 5         | 6         | 7           | 8         | 9         | 10        | 11        | 12        | 13        | 14        | 15        | 16         | 17        | 18        | 19        | 20         | 21        | 22        | 23          | Body | Umístění |
| ---- | ------------------- | --------- | --------- | --------- | ----------- | --------- | --------- | ----------- | --------- | --------- | --------- | --------- | --------- | --------- | --------- | --------- | ---------- | --------- | --------- | --------- | ---------- | --------- | --------- | ----------- | ---- | -------- |
| 2005 | Arden International | IMO FEA 1 | IMO SPR 3 | CAT FEA 3 | CAT SPR Ret | MON FEA 5 | NÜR FEA 1 | NÜR SPR Ret | MAG FEA 1 | MAG SPR 3 | SIL FEA 2 | SIL SPR 3 | HOC FEA 5 | HOC SPR 6 | HUN FEA 2 | HUN SPR 5 | IST FEA 10 | IST SPR 1 | MNZ FEA 1 | MNZ SPR 5 | SPA FEA 15 | SPA SPR 9 | BHR FEA 3 | BHR SPR Ret | 105  | 2. místo |

### MS v rallye
| Rok  | Tým                | Třída | Vůz            | 1   | 2   | 3   | 4   | 5   | 6   | 7   | 8   | 9   | 10  | 11  | 12  | 13    | PJ  | Body |
| ---- | ------------------ | ----- | -------------- | --- | --- | --- | --- | --- | --- | --- | --- | --- | --- | --- | --- | ----- | --- | ---- |
| 2022 | Rally Team Aicello | WRC-2 | Škoda Fabia R5 | MON | SWE | CRO | POR | ITA | KEN | EST | FIN | BEL | GRE | NZL | ESP | JPN 4 | 33. | 12   |

### Výsledky v ostatních formulových kategoriích
| Sezóna | Série                            | Tým                 | Vůz                        | Závody | Vítězství | Pole Position | Podium | Body | Konečné umístění |
| 2001   | Formule Renault 2000 V. Británie | Fortec Motorsport   | Renault FR2000             | 13     | 2         | 2             | 5      | 243  | 4. místo         |
| 2002   | Formule 3 V. Británie            | Fortec Motorsport   | Dallara F302-Renault       | 26     | 5         | 2             | 12     | 257  | 3. místo         |
| 2003   | Formule Nissan World Series      | Gabord Competición  | Dallara SN01-Nissan        | 18     | 1         | 3             | 4      | 134  | 2. místo         |
| 2004   | Formule Nissan World Series      | Pons Racing         | Dallara SN01-Nissan        | 16     | 5         | 8             | 10     | 176  | 1. místo         |
| 2005   | GP2                              | Arden International | Dallara-Renault Mécachrome | 23     | 5         | 2             | 12     | 105  | 2. místo         |